# C.A. Schleisner
Christian Andreas Schleisner (2. november 1810 i Kongens Lyngby – 13. juli 1882 i sin fribolig på Charlottenborg) var en dansk genremaler. Han blev uddannet ved Det Kongelige Danske Kunstakademi, blev 1852 medlem af samme akademi, fik i 1858 titel af professor og blev Ridder af Dannebrog 1880. Han malede en lang række genretavler med motiver hentet fra arbejderlivet (Sømænd på et værtshus, Statens Museum for Kunst), portrætter samt flere altertavler.
Schleisner var søn af kattunfabrikant Gottlieb Gabriel Schleisner (død 1870) og Christiane født Grüner. Næppe 12 år gammel blev han elev af Kunstakademiet og kom noget senere til at male under portrætmaleren C.A. Jensen og historiemaleren J.L. Lund, af hvem dog hans fremtidige kunst ikke kom til at vise nogen påvirkning. Akademiets lille sølvmedalje vandt han i 1831, den store i 1833, men allerede året i forvejen havde han debuteret som udstiller på Charlottenborg med to mindre genrestykker, En gammel Mand lærer to Børn at læse og En huslig Scene; begge disse arbejder vakte opmærksomhed og blev købte af Kunstforeningen, der også i de følgende tider erhvervede adskillige af Schleisners billeder, i 1834 således En Kobbersmed og en Tanddoktor og i 1844 Kortspillere. Skønt Schleisners gentagne forsøg på at vinde den lille guldmedalje mislykkedes, fik han dog i 1841 en større rejseunderstøttelse, der satte ham i stand til at studere to år i München, til hvis kunstskole han i et og alt sluttede sig, således at de arbejder, han der nede og efter sin hjemkomst udførte, ikke bære noget som helst præg af, at de skyldes en dansk kunstner, udgået fra det Akademi, hvis ledende ånd Eckersberg var. Ikke des mindre blev Schleisner dog forholdsvis hurtig en af de malere, der på udstillingerne tildrog sig opmærksomhed og vandt yndest hos de mange, ligesom det heller ikke kom til at mangle ham på købere til de meget talrige, i almindelighed ikke synderlig omfangsrige billeder, han fuldførte. Til Akademiet stod han vel altid i et noget køligt forhold, men han blev dog i 1847 agreèret og i 1852 optagen som medlem på en Scene af dansk Sømandsliv; 1858 blev han titulær professor. To af hans bedste arbejder, Scene i Brokkens Bod (1847) og Kobbersmeddens Værksted (1859), erhvervedes til Nationalgalleriet. Sin sidste større udenlandsrejse foretog han i 1866 med understøttelse af Det anckerske Legat. Han døde 13. juli 1882 i sin fribolig på Charlottenborg og efterlod en enke, Julie Jacobine født Bastrup, hvem han havde ægtet i 1842; hun var datter af møbelhandler Jens Bastrup.
Schleisners arbejder er så godt som udelukkende figurbilleder, mest kompositioner over emner fra hverdagslivet; dog har han også virket som portrætmaler og enkelte gange uden held forsøgt sig i, hvad man i hans unge dage kaldtes "den højere Stil". Hans portrætter, af hvilke flere gengiver kendte personer som anatomen professor Ib Pedersen Ibsen, teatermaler C.F. Christensen, juristen etatsråd Jacob Just Gudenrath og den sønderjyske patriot Hans Andersen Krüger, udmærke sig ikke ved indgående karakteristik; endnu mindre interesse frembyder hans alvorlige kompositioner som Kalypsos Sorg over Odysseus’ Bortrejse og Ridder Olufs Drøm ved Elverhøj (begge udstillede 1837), Odysseus, som bliver gjenkjendt af sin Amme Eurykleia (1840) og den efter bestilling til Ørslev Kirke udførte altertavle Christus i Gethsemane (1856). Hvad der bedst lå for ham og skaffede ham den betydelige popularitet, som han til trods for den ringe agtelse, der vistes hans kunst fra det høyenske partis og den dertil knyttede presses side, bevarede indtil sin høje alderdom, var de små billeder, i hvilke han med en vis elskværdighed skildrede situationer af det daglige liv. Sammen med Julius Friedlænder, Niels Simonsen og David Monies var Schleisner internationalt orienteret, men ikke særligt indflydelsesrige, de var i opposition til Høyen, og kaldtes for ”Europæerne”. Et af hans hovedfortrin var den tydelighed, hvormed han fortalte, en egenskab, som ganske vist hang sammen med, at han aldrig gik således i dybden, at der blev mulighed for indbyrdes afvigende opfattelser af hans kunstværkers indhold eller mening; hans ikke synderlig stærke eller ejendommelige, men godmodige og ret hyggelige lune blev påskønnet efter fortjeneste af publikum, der tillige glædede sig over hans pyntelige foredrag og til tider ret illuderende gengivelse af visse stoffer og ikke følte sig frastødt af hans mindre solide formgivning og i det hele noget konventionelle farvestemning.
1880 blev han Ridder af Dannebrog. Han er begravet på Holmens Kirkegård.